# Acteurs publics
 (janvier 2024).
Si vous disposez d'ouvrages ou d'articles de référence ou si vous connaissez des sites web de qualité traitant du thème abordé ici, merci de compléter l'article en donnant les références utiles à sa vérifiabilité et en les liant à la section « Notes et références ».
 (janvier 2024).
Acteurs Publics est un média global (magazine, newsletter, web TV, évènements) spécialisé dans l’information et les services dédiés aux acteurs publics. Il est édité par la Société des Editions Acteurs Publics fondée et dirigée par l'éditeur Pierre-Marie Vidal.

## Historique
La Société d'édition publique (SEP) a été créée en 1991 par Pierre-Marie Vidal pour éditer le titre Profession Politique lancé en 1988 par Gérard Carreyrou. Profession Politique est devenu le Bleu de Profession Politique en 2002 puis Acteurs publics en 2004. Le capital est majoritairement détenu par le fondateur et les cadres de l'entreprise. Acteurs publics s’est transformé en entreprise à mission en 2021.

## Présentation
Membre de la Fédération nationale de la presse d’information spécialisée (FNPS), Acteurs publics s’adresse aux membres du gouvernement, aux élus et aux cadres supérieurs des trois fonctions publiques françaises (Fonction publique de l’État, fonction publique territoriale et fonction publique hospitalière) ainsi qu’aux experts et observateurs de l’action publique.

### Supports de diffusion
Le titre Acteurs Publics est publié comme une lettre d'information quotidienne adressée à 230 000 personnes, un site web, une web TV et un magazine bimestriel tiré à 15 000 exemplaires vendu sur abonnement et en kiosque.

### Initiatives
Acteurs publics a créé le label Film d'Utilité Publique pour mettre en valeur et promouvoir des films qui interrogent les politiques publiques et incitent au débat citoyen.https://acteurspublics.fr/webtv/emissions/ecrans-publics

### Événements
La marque de presse Acteurs publics se décline également sous forme d’événements spécialisés :
- Les Victoires des acteurs publics : remises chaque année en février à l'Assemblée nationale, les Victoires récompensent ceux qui agissent au quotidien pour assurer les missions du service public en s'inscrivant dans le mouvement de la transformation de l’action publique ;
- Les Rencontres des acteurs publics : deux fois par an, à la Cour des comptes en juin et au Conseil d’État en octobre, ces rencontres sont devenues un événement de référence pour les membres du gouvernement, les élus et les décideurs des trois fonctions publiques pour un débat prospectif une matière de service public ;
- Les Journées Acteurs publics Solutions : quatre fois par an, des journées pour échanger en matière de solutions de services publics.

### Club de partenaires
- le Club des Acteurs de la performance publique. Un club pour associer décideurs publics et experts privés à la réflexion sur la transformation dans tous les domaines de l’action publique.

## Audience
La fréquentation des pages sur le site Acteurs publics (moyenne annuelle du nombre de visiteurs uniques par mois, et à défaut, nombre de visites par mois et nombre de pages vues) est disponible sur le site de l'ACPM.

## Récompenses
En 2024, Acteurs publics a reçu le grand prix des Victoires des médias d'information professionnelle décerné par le syndicat des éditeurs de la presse professionnelle (PRESSE PRO).
En 2020, Acteurs a reçu le prix MédiaPro des Réseaux Sociaux et en 2019 le grand Prix de la presse professionnel MediaPro. En 2018, Acteurs publics a reçu le Grand Prix de la diversification 2018 par MediaPro pour la création et le développement de la web TV qui a pour ambition d’informer, d’analyser et de commenter l’action publique en complémentarité avec la revue Acteurs publics et le site Acteurspublics.com. MediaPro est une association de promotion de la presse professionnelle regroupant 320 éditeurs.

## Contributeurs

### Anciens journalistes
B
- Raphaëlle Bacqué
- Alain Barbanel
- Jean-Pierre Baron
- Iris Baujard
- Nicolas Ballot
- Ghislaine Bertin-Denis
- Viviane Blassel
- Bénédicte Blunat
- Rémi Borel
- Françoise Bretonneau
- Anne Brucy

C
- Gérard Carreyrou
- Catherine Charles Chauvet
- Elisabeth Chevillard
- Camille Chidiac
- Pierre Clavere
- Nina Czajkowska

D
- Françoise David
- Thierry Dhome
- Béatrice Dinet
- Simon Dominique
- Eric Dotter
- Valérie Dousset
- Lara Drouard
- Marek Drzewuski

F
- Pierre Falga
- Laurent Fargues
- Emmanuelle Figueras
- Jean-Christophe Filori
- Bernard Fleutot
- Christian Fons
- Rémi Fontaine
- Valérie Froger

G
- Violaine Gelly
- Jacky Gelon
- Bettina Gillet
- Jean-Pierre Grimanelli
- Michel Grossiord
- Nathalie Groux
- Iris Gundogar

J
- Jehanne Joly

K
- Yves Kerkidu

L
- Maroun Labaki
- Béatrice Lagarde
- William Lambert
- Alexis Liebaert

M
- Roseline de Molliens,
- Véronique Macon
- Jean-Michel Masqué
- Valérie Massoneau-Thurieau
- Jean-Marc Mendel
- Marc Menonville
- Valérie Missoffe
- Raphael Moreau
- Laure Murat

N
- Dorothée Naud
- Stanislas Noyer

P
- Isabelle Pauthier
- Sylvie Perron
- Monique Perrot-Lanaud
- Michel Piobetta
- Philippe Plé
- Marie-Catherine Poizot
- Sylvie Polak
- Raymond Pronier
- Cécile Prévost
- Katia de Poplavsky
- Sylvie Rosenfeld

R
- Philippe Royer

S
- Pascaline Segard
- Aurélie Seigne
- Sylvain Seyrig
- Jérôme Soulet
- Sophie Sivy
- Christelle Spihlman
- Franck Stepler

T
- Valérie Tarery
- Michel Theys
- Jacques Tiano
- Florence Touret
- Sylvie Toussaint

V
- Elisa Verna
- Elisabeth Vial
- Sixtine de Villeblanche
- Denis Vinzia
- Emmanuel Vogel

W
- Paul Wermus

Z
- Wassinia Zirar